# Euploea dehaanii
Euploea dehaanii är en fjärilsart som beskrevs av Lucas 1853. Euploea dehaanii ingår i släktet Euploea och familjen praktfjärilar. Inga underarter finns listade i Catalogue of Life.